# Schüttorf
Schüttorf est une ville allemande située dans de l'arrondissement du Comté de Bentheim, au sud-est de la Basse-Saxe, près de la frontière avec les Pays-Bas.